# میس تینیجر
میس تینیجر (ایتالیایی: Miss Teenager) یک مسابقه زیبایی ایتالیایی است که برای دختران زیر ۲۰ سال برگزار می‌شود.
این مسابقه که هرساله برگزار می‌شود، از سال ۱۹۶۶ آغاز شد و به شهرت و آغاز کار حرفه‌ای بسیاری از سلبریتی‌ها و شخصیت‌های هنری-فرهنگی ایتالیایی مانند بازیگران زن گلوریا گوئیدا، ایزابلا فراری، کلاودیا جرینی، سرنا آئوتیری و لورا چیاتی یا مجریان تلویزیونی میلی کارلوچی، گابریلا گولیا و سیمونا ونتورا کمک کرده است.
این رقابت در سال ۲۰۰۹ به دلیل مرگ خالق آن «نونتسیو لوسیو» متوقف شد؛ اما در سال ۲۰۱۶ حقوق مسابقه توسط «استفانو استفانلی» خریداری شد که نام مسابقه را به میس تینیجر اوریجینال (ایتالیایی: Miss Teenager Original) تغییر داد.

## برندگان
| سال                  | برنده              | سن     |
| -------------------- | ------------------ | ------ |
| میس تینیجر           |                    |        |
| ۱۹۶۶                 | اوا آئولین         | ۱۶ سال |
| ۱۹۶۷                 | سیلویا دیونیزیو    | ۱۶ سال |
| ۱۹۶۸                 | میتا مدیچی         | ۱۸ سال |
| ۱۹۶۹                 | گلوریا پیه‌دیمونته  | ۱۴ سال |
| ۱۹۷۰                 | سوفیا دیونیزیو     | ۱۷ سال |
| ۱۹۷۱                 | گلوریا گوئیدا      | ۱۶ سال |
| ۱۹۷۲                 | میلی کارلوچی       | ۱۸ سال |
| ۱۹۷۳                 | کلاودیا مارسانی    | ۱۴ سال |
| ۱۹۷۴                 | الیزابتا ویرجیلی   | ۱۴ سال |
| ۱۹۷۵                 | گابریلا گولیا      | ۱۶ سال |
| ۱۹۷۶                 | باربارا د روسی     | ۱۶ سال |
| ۱۹۷۷                 | فابیانا اودنیو     | ۱۳ سال |
| ۱۹۷۸                 | میلی دابراچو       | ۱۴ سال |
| ۱۹۷۹                 | ایزابلا فراری      | ۱۵ سال |
| ۱۹۸۰                 | جو کیارلو          | ۱۷ سال |
| ۱۹۸۱                 | لائورا بیتو        | ؟      |
| ۱۹۸۲                 | اومبرتا پیچولی     | ۱۳ سال |
| ۱۹۸۳                 | پائولا سارتوری     | ؟      |
| ۱۹۸۴                 | کیم سوئینی         | ۱۵ سال |
| ۱۹۸۵                 | کلاودیا جرینی      | ۱۳ سال |
| ۱۹۸۶                 | سیمونتا اِپیفانی    | ۱۷ سال |
| ۱۹۸۷                 | باربارا لِـلی       | ۱۴ سال |
| ۱۹۸۸                 | مونیا آریتسی       | ۱۷ سال |
| ۱۹۸۹                 | باربارا کاپلی      | ؟      |
| ۱۹۹۰                 | چینسیا روکافورته   | ۱۵ سال |
| ۱۹۹۱                 | اِرما ایلیوا        | ؟      |
| ۱۹۹۲                 | داریا فوگارولو     | ؟      |
| ۱۹۹۳                 | جادا توزولینی      | ۱۵ سال |
| ۱۹۹۴                 | ماریا آلبرتاچی     | ۱۴ سال |
| ۱۹۹۵                 | بیانکا گوآچرو      | ۱۴ سال |
| ۱۹۹۶                 | لائورا کیاتی       | ۱۴ سال |
| ۱۹۹۷                 | یوآنا پیدیخ        | ؟      |
| ۱۹۹۸                 | والنتینا نانی      | ؟      |
| ۱۹۹۹                 | روبینا آنتونلی     | ؟      |
| ۲۰۰۰                 | ورونیکا ماکارونه   | ۱۷ سال |
| ۲۰۰۱                 | مادالنا نولو       | ۱۵ سال |
| ۲۰۰۲                 | پرلا فرانکالانچی   | ۱۹ سال |
| ۲۰۰۳                 | جولیا جرمیا        | ۱۵ سال |
| ۲۰۰۴                 | لوکرتسیا کامپورجی  | ۱۴ سال |
| ۲۰۰۵                 | جسیکا نوتارو       | ۱۵ سال |
| ۲۰۰۶                 | مارتینا تینوتسی    | ۱۶ سال |
| ۲۰۰۷                 | روبرتا بوئوناندی   | ۱۷ سال |
| ۲۰۰۸                 | مارتینا پروچی      | ۱۶ سال |
| ۲۰۰۹                 | آریانا لونگباردی   | ۱۴ سال |
| میس تینیجر اوریجینال |                    |        |
| ۲۰۱۸                 | رکسانا کیریتا      | ۱۴ سال |
| ۲۰۱۹                 | ماگدالنا رُزا       | ۱۵ سال |
| ۲۰۲۰                 | سرنا تومبارلو      | ۱۴ سال |
| ۲۰۲۱                 | آنجلیکا فالکی      | ۱۷ سال |
| ۲۰۲۲                 | آلساندرا بالسترینی | ۱۷ سال |
| ۲۰۲۳                 | لودوویکا پیراچونی  | ۱۷ سال |